# Bischheim
Bischheim je občina v departmaju Bas-Rhin francoske regije Alzacija.
Leta 2012 je v občini živelo 18.029 oseb oz. 4.088 oseb/km².